# Cles (hrad)
Hrad Cles (italsky Castel Cles (Castello di Cles), německy Schloß Glöß) je hrad v těsné blízkosti městečka Cles v údolí Val di Non v italské provincii Trento.

## Dějiny

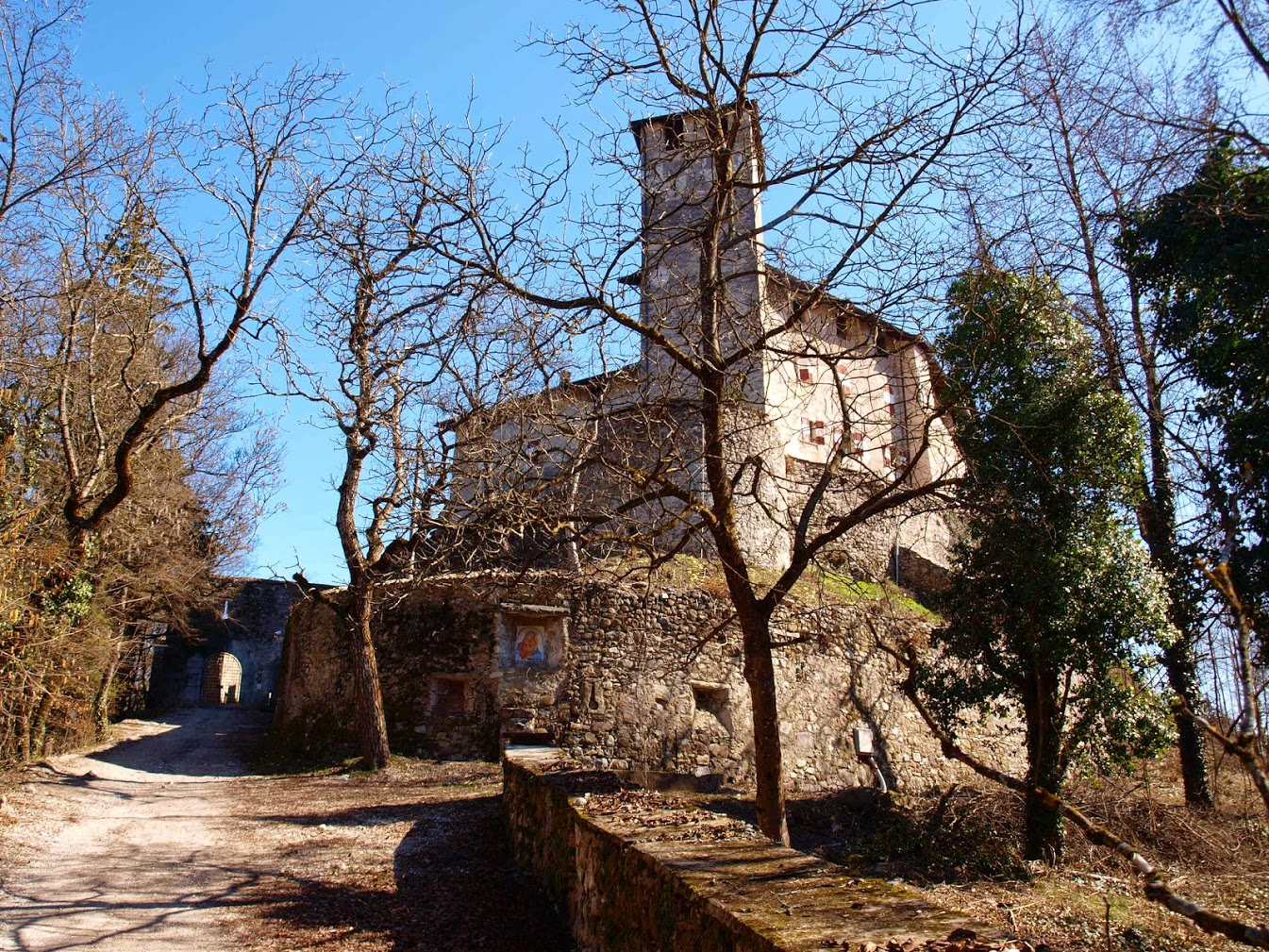
castello di Cles s příjezdovou cestou

Hrad svobodných pánů z Cles (Signori di Cles) je umístěn v sousedství obce Cles, na její východní straně, na vrcholku ostrohu, v geografickém středu Nonského údolí. Z východní strany k hradu dnes přiléhá jezera Svaté Justýny, v minulosti však byl hrad na vyvýšeném místě z důvodu ochrany dřevěného mostu spojujícího vísku Cles all'Alta Anaunia (dnes již pod vodou jezera).
Pevnost, která vznikla zřejmě na zbytcích římské strážní věže, byla snad zpočátku součástí některého většího rodového společenství, o čemž svědčí přítomnost několika dalších věží. Z tohoto okruhu osob se potom kolem roku 1000 vytvořil rod pánů z cleského hradu (Signori di Castel Cles), jejichž prapředkem byl Vitale de Clesio (písemně zmiňován v roce 1114)
a jehož nejvýznamnější osobností byl Bernardo Clesio, kardinál a kníže-biskup tridentský, nejvyšší kancléř a předseda velké tajné rady krále a císaře Ferdinanda I.

## Legendy

### Kámen Andrease Hofera
Andreas Hofer, hrdina tyrolského odboje proti francouzsko-bavorské nadvládě, při útěku před svými nepřáteli, došel až k hradu a hladový a unavený, se posadil na kámen ve stínu třešně, na cestě od starého mostu přes řeku Noce. Jedna hradní paní jej spatřila, a když ho poznala, poskytla mu občerstvení. Poté byl hrdina znovu schopen zotavit a vydat se na další cestu.